# Chiesa di San Nicolò (San Giovanni di Fassa)
La chiesa di San Nicolò è una chiesa situata a Pozza di Fassa, frazione di San Giovanni di Fassa in Trentino. Fa parte della zona pastorale di Fiemme e Fassa e risale al XV secolo. È stata la parrocchiale del paese fino alla costruzione della chiesa di Santa Maria Ausiliatrice nel 1957

## Storia

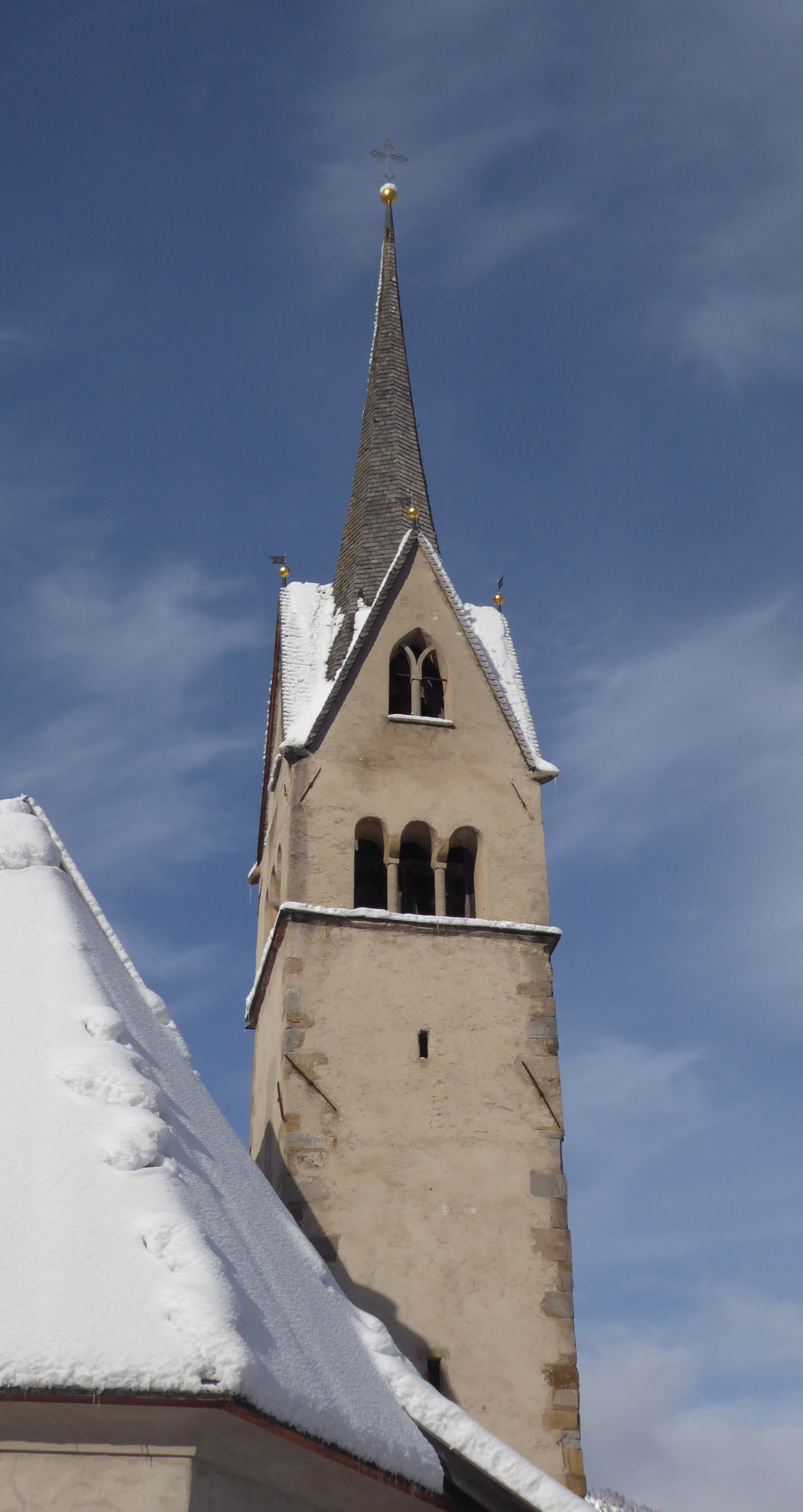
Il campanile

Il testamento di Giovanni de Mattia di Meida nel 1447 lasciava una somma da utilizzare per edificare una chiesa a Pozza di Fassa e fonti locali individuano nella cappella laterale intitolata alla Madonna di Loreto questo primo edificio, già costruito entro il XV secolo.
La chiesa venne citata ufficialmente nel 1552 in un documento relativo alle dotazioni della cappella di Santa Giuliana, sempre a Pozza.
Nei primi anni del XVII secolo il primitivo nucleo venne ampliato ad opera di maestranze locali e attorno al 1630 la copertura del nuovo edificio venne rifatta.
Venne elevato a dignità di espositura nel 1692, sussidiaria della chiesa della Natività di San Giovanni Battista a Vigo.
All'inizio del XIX secolo venne eretta la sacrestia, mentre sino a quel momento per quella funzione era stata utilizzata parte della torre campanaria. Nel 1818, dal punto di vista della giurisdizione ecclesiastica, l'area passò dalla diocesi di Bressanone a quella di Trento.
Nel corso della seconda metà del secolo vennero realizzati lavori come le pavimentazioni del presbiterio e della navata.
Ebbe la concessione del fonte battesimale nel 1901 poi, nel 1905, un incendio colpì il paese e assieme alla chiesa interessò sette case del paese che andarono distrutte. I danni furono notevoli per l'edificio e ne fu lesionata la campana del quindicesimo secolo dedicata a Maria Lauretana. I lavori di restauro iniziarono nel 1906.
Attorno al 1924 l'interno venne arricchito da dipinti murali a tempera opera di Francesco Bernard (che lavorò anche alla vicina chiesa di Pera) e Angelo Cincelli. Questi lavori, in tempi successivi, vennero imbiancati. Nel 1948 anche Marco Bertoldi dipinse gli interni e anche il suo lavoro, l'Annunciazione, venne imbiancato.
Negli anni cinquanta prima venne elevata a sede parrocchiale, nel 1953, poi soli quattro anni dopo, con la costruzione della nuova chiesa di Santa Maria Ausiliatrice, tale dignità venne assegnata all'edificio appena eretto, del quale divenne così sussidiaria. 
Gli ultimi interventi restaurativi sono stati progettati nel 2012.

## Descrizione
La chiesa è un tipico esempio di architettura minore alpina. Il tetto è costituito da due spioventi ripidi ricoperti con scandole in legno.
La navata è unica e l'altar maggiore barocco risale al XVIII secolo. Interessanti le pale di San Nicola con angeli e i due altari laterali dedicati alla Madonna e alle Sante Lucia e Barbara a destra e a san Sebastiano a sinistra. La nicchia nella cappella laterale dedicata a Maria Lauretana è probabilmente parte della struttura primitiva della chiesa.